# Spider-Man: Put bez povratka
Spider-Man: Put bez povratka (eng. Spider-Man: No Way Home) je američki film iz 2021. godine temeljen na liku Spider-Mana u izdanju Marvel Comicsa. Film je u koprodukciji Columbia Pictures i Marvel Studios, a distribuira ga Sony Pictures Entertainment. Riječ je o nastavku filma Spider-Man: Daleko od kuće (2019.), završetku jedne trilogije i dvadeset i sedmom filmu u Marvel Cinematic Universeu (MCU). Scenarij su napisali Chris McKennaea i Erik Sommersa, a glume Tom Holland, Tobey Maguire, Andrew Garfield, Zendaya, Benedict Cumberbatch, Jacob Batalon, Jon Favreau, Marisa Tomei, J.B. Smoove, Martin Starr, Benedict Wong, Jamie Foxx, Alfred Molina, Willem Dafoe, Thomas Haden Church i Rhys Ifans.

## Radnja
Tjedan dana nakon napada Quentin Becka u Europi, objavljen je video u kojem Beck podmeće Spider-Manu njegovo ubojstvo i otkriva njegov tajni identitet. Petar i MJ bježe od novinara i odlaze u Peterov stan, tamo se sastaju s nejgovom tetom May i Happyem. S apartmanom okruženim "Damage Control"-om, Peter, MJ, May i Ned su privedeni i ispitani, ali optužbe su odbačene zahvaljujući odvjetniku Matt Murdocku. Peter, MJ i Ned vraćaju se u školu, ali svi njihovi zahtjevi za upis na sveučilište odbijeni su zbog nedavnih kontroverzi. Peter se zatim savjetuje sa Stephen Strangeom u Sanctum Sanctorumu, tražeći od njega da baci čaroliju kako bi svi zaboravili da je On Spider-Man. Unatoč Wongovom upozorenju o mogućim posljedicama, Strange baca čaroliju. Međutim u tijeku čarolije, Peter stalno traži promjene, prekidajući ih prije uspjeha. Iziritiran, Strange mu naređuje da ode, nakon što je saznao da nije pokušao kontaktirati M.I.T. prije nego što je zatražio njegovu pomoć.
Peter pokušava uvjeriti administratoricu M.I.T.-a da prihvati Nedov i MJ-in zahtjev, ali tijekom razgovora prekida ga Doktor Octopus, koji kida Peterovu nanotehnologiju iz odijela "Iron Spidera", upijajući ju za svoje mehaničke pipke. Nakon što je otkrio da to nije Peter Parker kojeg poznaje, Octopusu Peter oduzima kontrolu nad robotskim pipcima, samo da bi ga zarobio i smjestio u ćeliju u Sanctorumu, zajedno s Curt Connorsom, kojeg je uhvatio Strange. Potonji otkriva da je čarolija sa sobom donijela, sa svih strana Multisvemira, one koji znaju da je Peter Spider-Man. Uz pomoć MJ i Neda, Peter hvata Max Dillona i Flint Marka. U međuvremenu, Norman Osborn je pronađen nakon odlaska u Mayin ured u potrazi za pomoć. Strange želi poslati zlikovce natrag u svoje svemire, dopuštajući im da se suoče sa svojim sudbinama. Međutim, Parker ih želi izliječiti i pomoći im prije nego što ih pošalje natrag kako bi izbjegao njihovu smrt. Oslobađa ih iz ćelija, i ograničava Strange u "zrcalnoj dimenziji" nakon kratke borbe, donoseći kvintet u Happyev stan.
Peter uspješno liječi dr. Octopusa, koristeći "Stark Industries" tehnologiju da zamijeni njegov slomljeni inhibitorni čip. Kada se pronađe i lijek za Normana i Maxa, Goblin preuzima kontrolu nad Normanom prije nego što mu se pomogne. Goblin uvjerava Maxa da ukloni napravu koju mu je Parker stavio kako bi ga izliječio, i unatoč naporima Petera i dr. Octopusa, ostala četvorica bježe. Peter se bori s Goblinom,k asnije, May je smrtno ranjena od strane Goblina, unatoč Peterovom pokušaju da je spasi. U međuvremenu, MJ i Ned uče otvarati portale koristeći Strangeov prsten u pokušaju da pronađu svog prijatelja. Umjesto njega, pronalaze još dvije Peterove verzije. Ned i MJ pronalaze Petera svog svemira, koji upoznaje druge Spider-Mane, koji dijele svoje priče o gubitku voljenih i potiču ga da se bori u čast tete May. Rade zajedno kako bi izliječili preostale kriminalce i namamili ih na Kip slobode. Ned i MJ štite Strangeovu čaroliju, dok se Spider-Mani zajedno bore protiv neprijatelja. Kasnije im se pridružuje dr. Octopus, a uspijevaju pobijediti i izliječiti Connorsa, Dillona i Marka. Dillon se pomiri sa svojim Peter Parkerom, dok se drugi Peter Parker ponovno sastaje s dr. Octopusom.
Ned oslobađa Strangea iz zrcalne dimenzije, koji preuzima kontrolu nad čarolijom i počinje štititi svemir dok se barijere počinju raspadati između drugih svemira. U međuvremenu, bijesni Peter brutalno se bori protiv Goblina, želeći ga ubiti za Mayinu smrt, ali ga zaustavlja Peter iz Goblinovog. Peter ubrizgava Goblinu lijek, vraćajući Normana, koji pokazuje pokajanje. Na Peterov zahtjev, Strange ispravlja čaroliju, šaljući alternativne Spider-Mane i njihove zlikovce u svoje svemire, čineći da svi zaborave na Peterovo postojanje. Peter i MJ potvrđuju svoju ljubav jedno prema drugome prije službenog početka čarolije. Nekoliko dana kasnije, Peter traži MJ i Neda kako bi im objasnio istinu, ali to ne uspijeva. Nakon čega, Peter posjećuje Mayin grob, kojem se pridružuje Happy, i obećava da će nastaviti dalje sa životom. Peter se seli u novi stan i stvara novi kostim kako bi nastavio svoju misiju superheroja.
U sceni usred odjavne špice Eddie Brock i njegov kolega simbiot Venom sjede u baru i razgovaraju s barmenom o drugim superjunacima, Thanosu i Blipu. Dok razmišljaju kako zaštititi ovaj novi svijet, dvojac se brzo vraća u svoj svemir Strangeovom čarolijom, nesvjesno ostavljajući dio simbiota na pultu.

## Glumačka postava

### Glavni likovi
- Tom Holland kao Petar Parker / Spider-Man: tinejdžer koji je stekao sposobnosti nalik pauku nakon što ga je ugrizao genetski modificirani pauk.
- Andrew Garfield kao Petar Parker / Spider-Man: Peter Parker iz alternativnog svemira. Duboko potresen smrću Gwen Stacy, nastavio je svoju aktivnost superheroja, ali s vremenom je usvojio sve brutalnije metode protiv svojih neprijatelja. Garfield reprizira ulogu iz filmova Marc Webba.
- Tobey Maguire kao Petar Parker / Spider-Man: Peter Parker iz alternativnog svemira. Nakon smrti najboljeg prijatelja Harryja Osborna, nastavio je vezu s Mary Jane Watson. Maguire reprizira ulogu iz trilogije filmova Sam Raimia.
- Benedict Cumberbatch kao Stephen Strange / Doctor Strange: bivši neurokirurg koji je postao majstor mističnih umjetnosti nakon prometne nesreće koja je završila njegovu karijeru. Strange preuzima ulogu Parkerovog mentora.
- Zendaya kao Michelle "MJ" Jones: Peterova djevojka i kolegica iz razreda.
- Jacob Batalon kao Ned: Peterov najbolji prijatelj i pomoćnik.
- Jon Favreau kao Harold "Happy" Hogan: šef osiguranja Stark Industriesa i bivši tjelohranitelj i vozač Tonyja Starka koji se brine o Peteru.
- Marisa Tomei kao May Parker: Peterova teta.
- Benedict Wong kao Wong: majstor mistične umjetnosti, prijatelj i saveznik Strangea
- Alfred Molina kao Otto Octavius / Doktor Octopus: znanstvenik alternativnog svemira opremljen s četiri umjetna pipka spojena s njegovim tijelom nakon nesreće. Molina reprizira ulogu iz Spider-Mana 2 (2004). Molina je potvrdio da se priča lika nastavlja nekoliko trenutaka nakon njegove smrti u prethodnom filmu.[2]
- Jamie Foxx kao Max Dillon / Electro: inženjer elektrotehnike alternativnog svemira koji je nakon nesreće dobio električne moći. Foxx reprizira ulogu iz Čudesnog Spider-Mana 2
- Willem Dafoe kao Norman Osborn / Goblin: znanstvenik i izvršni direktor Oscorp organizacije iz alternativnog svemira koji je razvio dvostruku osobnost nakon laboratorijske nesreće koja mu je dala nadljudske moći. Dafoe reprizira ulogu iz Raimijeve trilogije.
- Thomas Haden Church kao Flint Marko / Sandman: kriminalac alternativnog svemira koji je postao Sandman nakon nesreće. Church reprizira ulogu iz Spider-Mana 3 (2007).
- Rhys Ifans kao Curt Connors / Lizard: znanstvenik alternativnog svemira koji je pokušao dizajnirati regeneracijski serum za ponovni rast ljudskih tkiva i udova, ali se pretvorio u velikog reptila. Ifans reprizira ulogu iz Čudesnog Spider-Mana (2012).

### Sporedni likovi
- Angourie Rice kao Betty Brant: Peterova kolegica iz razreda
- Arian Moayed kao Agent Cleary
- Paula Newsome kao MIT Assistant Vice Chancellor
- Hannibal Buress kao trener Wilson, učitelj tjelesnog odgoja.
- Martin Starr kao Roger Harrington: trener akademskog desetobojskog tima.
- J. B. Smoove kao Julius Dell: jedan od Petrovih učitelja.
- Charlie Cox kao Matt Murdock / Daredevil: odvjetnik i superheroj, reprizira ulogu iz Netflixove TV serije Daredevil.
- J. K. Simmons kao J. Jonah Jameson: voditelj "TheDailyBugle.net"
- Tom Hardy kao Eddie Brock / Venom
- Tony Revolori kao Eugene "Flash" Thompson: Parkerov kolega iz razreda i bivši suparnik.

## Glazba
Soundtrack filma skladao je Michael Giacchino, koji je već skladao glazbu za dva prethodna filma u franšizi.

### Ostala glazba
- "I Zimbra" - Talking Heads
- "Native New Yorker" - Odyssey
- "Scraper" - Liquid Liquid
- "No Sleep 'Til Brooklyn" - Beastie Boys
- "Concerto for 2 Violins in G major, RV 516" - Antonio Vivaldi
- "Deck the Halls" - Thomas Oliphant
- "The Magic Number" - De La Soul
- "Bailando Cumbia" - Danny Osuna

U filmu se čuju i pjesme iz prethodnih soundtrackova Spider-Man filmova, "Doc Ock is Born", "Enter the Goblin" i "Spider-Man Main Title" od Danny Elfmana iz Raimijeve trilogije Spider-Man. "I'm Electro" od Hans Zimmera i "Main Title – Young Peter" od James Hornera iz Webbovih filmova Čudesni Spider-Man.

## Promocija
Prvi teaser trailer objavljen je 23. kolovoza 2021. povodom Sonyjeve prezentacije na CinemaConu 2021. Drugi i zadnji trailer objavljen je 17. studenog 2021.

## Distribucija
Spider-Man: Put bez povratka objavljen je u Hrvatskoj 16. prosinca, a u Sjedinjenim Državama 17. prosinca. Film je prvotno bio zakazan za 16. srpnja 2021. ali je odgođen prvo za 5. studenoga 2021., a zatim za 17. prosinca zbog pandemije COVID-19.

## Nastavak
U kolovozu 2019. objavljeno je da je u pripremi četvrti film Spider-Mana. Holland je u veljači 2021. izjavio da je No Way Home posljednji film pod njegovim ugovorom s Marvelom, ali je rekao da je spreman vratiti se ponovo kao Spider-Man. U studenom 2021. godine Amy Pascal otkrila je da je četvrti Spider-Manov film već u razvoju.

## Vanjske poveznice
- Službena stranica marvel.com
- Službena stranica sonypictures.com
- Spider-Man: Put bez povratka u internetskoj bazi filmova IMDb-a
- Spider-Man: Put bez povratka na Box Office Mojo
- Spider-Man: No Way Home na Rotten Tomatoes